# Bahnstrecke Ballstädt–Straußfurt
| Streckennummer (DB): | 6714                 |                              |                              |
| Kursbuchstrecke (DB): | 596.1 (1997)         |                              |                              |
| Kursbuchstrecke: | 159h (1934)          |                              |                              |
| Streckenlänge: | 32,2 km              |                              |                              |
| Spurweite: | 1435 mm (Normalspur) |                              |                              |
| |                      |                              |                              |
| \| \| \| von Gotha \| \| \| \| 0,000 \| Ballstädt (b Gotha) \| Ballstädt (b Gotha) \| \| \| \| nach Bad Langensalza \| \| \| \| 2,720 \| Burgtonna \| Burgtonna \| \| \| \| Tonna \| \| \| \| \| von Bad Langensalza \| \| \| \| 6,159 \| Gräfentonna (früher Bahnhof) \| Gräfentonna (früher Bahnhof) \| \| \| 12,043 \| Döllstädt \| Döllstädt \| \| \| \| nach Kühnhausen \| \| \| \| 16,680 \| Herbsleben \| Herbsleben \| \| \| \| Unstrut \| \| \| \| 21,270 \| Bad Tennstedt \| Bad Tennstedt \| \| \| \| Öde \| \| \| \| 23,400 \| Kleinballhausen \| Kleinballhausen \| \| \| 26,250 \| Schwerstedt (Unstrut) \| Schwerstedt (Unstrut) \| \| \| \| von Wolkramshausen \| \| \| \| \| von Großheringen \| \| \| \| 32,150 \| Straußfurt \| Straußfurt \| \| \| \| nach Erfurt \| \| \| \| \| \| \| \| Quellen: [1][2][3] \| \| \| \| |                      |                              |                              |
| Strecke |                      | von Gotha                    | von Gotha                    |
| Bahnhof | 0,000                | Ballstädt (b Gotha)          | Ballstädt (b Gotha)          |
| Abzweig ehemals geradeaus und nach links |                      | nach Bad Langensalza         | nach Bad Langensalza         |
| Bahnhof (Strecke außer Betrieb) | 2,720                | Burgtonna                    | Burgtonna                    |
| Brücke über Wasserlauf (Strecke außer Betrieb) |                      | Tonna                        | Tonna                        |
| Abzweig ehemals geradeaus und von links |                      | von Bad Langensalza          | von Bad Langensalza          |
| Haltepunkt / Haltestelle | 6,159                | Gräfentonna (früher Bahnhof) | Gräfentonna (früher Bahnhof) |
| Bahnhof | 12,043               | Döllstädt                    | Döllstädt                    |
| Abzweig ehemals geradeaus und nach rechts |                      | nach Kühnhausen              | nach Kühnhausen              |
| Bahnhof (Strecke außer Betrieb) | 16,680               | Herbsleben                   | Herbsleben                   |
| Brücke über Wasserlauf (Strecke außer Betrieb) |                      | Unstrut                      | Unstrut                      |
| Bahnhof (Strecke außer Betrieb) | 21,270               | Bad Tennstedt                | Bad Tennstedt                |
| Brücke über Wasserlauf (Strecke außer Betrieb) |                      | Öde                          | Öde                          |
| Haltepunkt / Haltestelle (Strecke außer Betrieb) | 23,400               | Kleinballhausen              | Kleinballhausen              |
| Bahnhof (Strecke außer Betrieb) | 26,250               | Schwerstedt (Unstrut)        | Schwerstedt (Unstrut)        |
| Abzweig ehemals geradeaus und von links |                      | von Wolkramshausen           | von Wolkramshausen           |
| Abzweig geradeaus und von links |                      | von Großheringen             | von Großheringen             |
| Bahnhof | 32,150               | Straußfurt                   | Straußfurt                   |
| Strecke |                      | nach Erfurt                  | nach Erfurt                  |
| |                      |                              |                              |
| Quellen: |                      |                              |                              |

Die Bahnstrecke Ballstädt–Straußfurt war eine eingleisige Nebenbahn in Thüringen. Die 32,15 km lange Strecke wurde in Etappen eröffnet. Der Abschnitt von Ballstädt bis Herbsleben ging am 15. Dezember 1889 in Betrieb, gefolgt von der Verlängerung nach Bad Tennstedt am 17. Juli 1895. Der Rest der Strecke wurde am 1. Juni 1906 eröffnet.

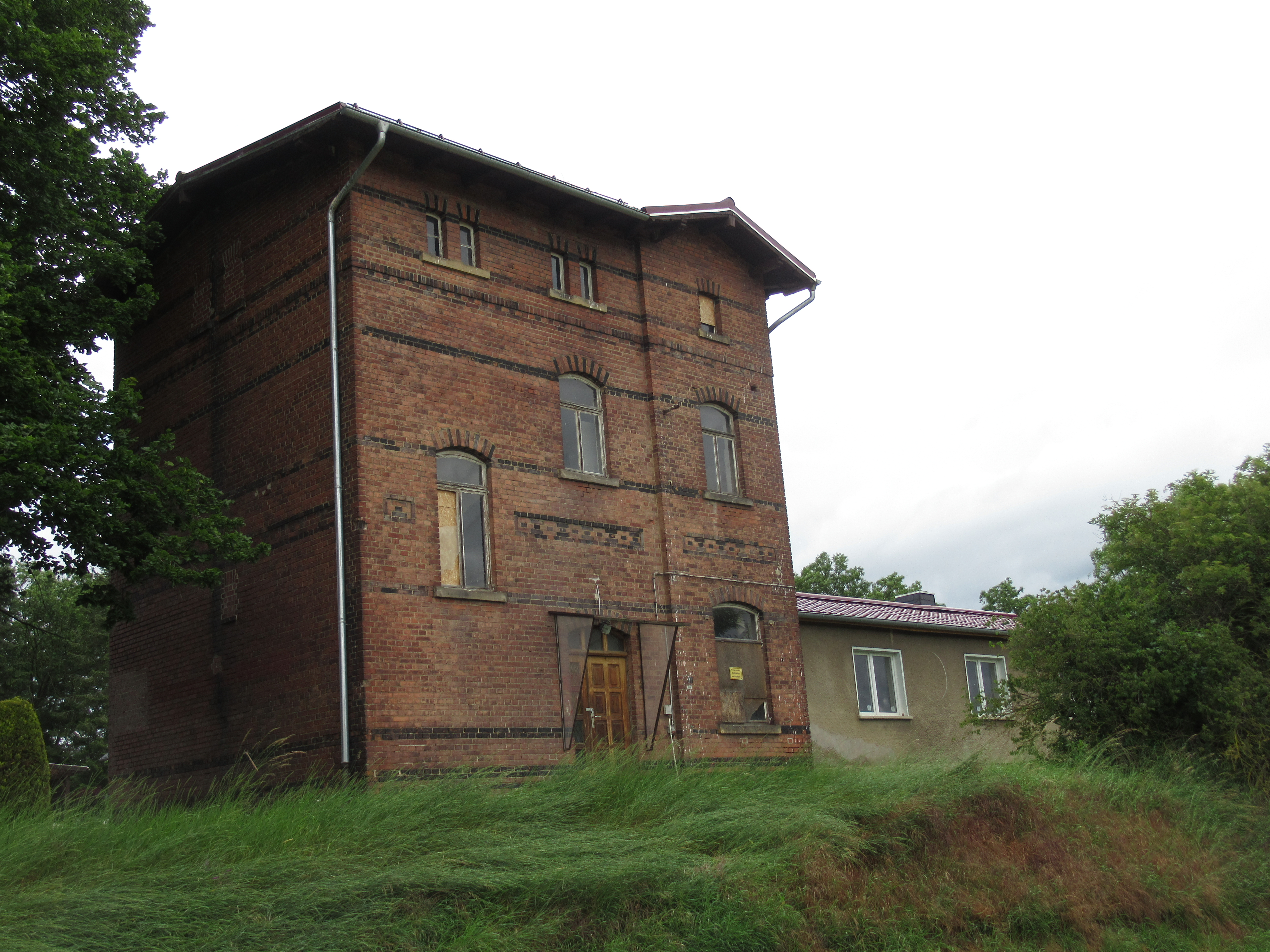
Alter Bahnhof von Burgtonna

Das erste Teilstück zwischen Ballstädt und Gräfentonna wurde als Reparation 1947 demontiert. Die andere Teilstrecke über Bad Tennstedt wurde noch bis 1997 in ganzer Länge betrieben, dann wurde der Schienenpersonennahverkehr aber aufgrund technischer Mängel zwischen Döllstädt und Bad Tennstedt am 27. April 1997 und zwischen Bad Tennstedt und Straußfurt am 24. Mai 1998 eingestellt. Offiziell stillgelegt wurde sie am 31. Juli bzw. 31. August 1999. 
Anfang 2008 bot die DB Services Immobilien GmbH den stillgelegten Streckenabschnitt Döllstädt–Straußfurt zum Kauf an. Mittlerweile sind die Gleise abgebaut, bei Herbsleben führt ein Radweg auf Teilen des Bahndamms am Ort vorbei.
Der Abschnitt zwischen Gräfentonna und Döllstädt ist als Teil der Verbindung Erfurt–Bad Langensalza weiterhin in Betrieb.